# Euphorbia mazicum
Euphorbia mazicum là một loài thực vật có hoa trong họ Đại kích. Loài này được Emb. & Maire mô tả khoa học đầu tiên năm 1929.